# Acidodontium megalocarpum
Acidodontium megalocarpum là một loài Rêu trong họ Bryaceae. Loài này được (Hook.) Renauld & Cardot mô tả khoa học đầu tiên năm 1893.